# Liste der Länderspiele der Futsalnationalmannschaft der Turks- und Caicosinseln
Die nachfolgende Liste enthält alle Länderspiele der Futsalnationalmannschaft der Turks- und Caicosinseln der Männer, die der Fußballverband der Turks- und Caicosinseln, die Turks and Caicos Islands Football Association (TCIFA), im Jahr 2003 gegründet hat. Futsal ist die einzige von der FIFA anerkannte Variante des Hallenfußballs. Bisher wurden drei Länderspiele ausgetragen.

## Länderspielübersicht
Legende
- Erg. = Ergebnis
- n. V. = nach Verlängerung
- i. S. = im Sechsmeterschießen
- abg. = Spielabbruch
- H = Heimspiel
- A = Auswärtsspiel
- * = Spiel auf neutralem Platz
- Hintergrundfarbe grün = Sieg
- Hintergrundfarbe gelb = Unentschieden
- Hintergrundfarbe rot = Niederlage

| Nr.                    | Datum      | Erg. | Gegner                           |   | Austragungsort                                               | Anlass                                     | Bemerkungen |
| ---------------------- | ---------- | ---- | -------------------------------- | - | ------------------------------------------------------------ | ------------------------------------------ | --- |
| 1                      | 19.04.2004 | 2:11 | Guyana                           | * | Saint Augustine (TRI), UWI Sport & Physical Education Centre | CONCACAF-Meisterschaft 2004- Qualifikation | Erstes Spiel auf neutralem Platz Erste Niederlage Erste Niederlage auf neutralem Platz Erstes Länderspiel gegen Guyana |
| 2                      | 20.04.2004 | 1:15 | Suriname                         | * | Saint Augustine (TRI), UWI Sport & Physical Education Centre | CONCACAF-Meisterschaft 2004- Qualifikation | Höchste Niederlage Höchste Niederlage auf neutralem Platz Erstes Länderspiel gegen Suriname                            |
| 3                      | 21.04.2004 | 0:2  | Saint Vincent und die Grenadinen | * | Saint Augustine (TRI), UWI Sport & Physical Education Centre | CONCACAF-Meisterschaft 2004- Qualifikation | Erstes Länderspiel gegen Saint Vincent und die Grenadinen                                                              |
| Stand: 27. August 2018 |            |      |                                  |   |                                                              |                                            | |

## Statistik
In der Statistik werden nur die offiziellen Länderspiele berücksichtigt.
Legende
- Sp. = Spiele
- Sg. = Siege
- Uts. = Unentschieden
- Ndl. = Niederlagen
- Hintergrundfarbe grün = positive Bilanz
- Hintergrundfarbe gelb = ausgeglichene Bilanz
- Hintergrundfarbe rot = negative Bilanz

### Gegner
| Land                             | Kontinentalverband | Sp. | Sg. | Uts. | Ndl. | Torverhältnis |
| -------------------------------- | ------------------ | --- | --- | ---- | ---- | ------------- |
| Guyana                           | CONCACAF           | 1   | 0   | 0    | 1    | 02:11         |
| Saint Vincent und die Grenadinen | CONCACAF           | 1   | 0   | 0    | 1    | 0:2           |
| Suriname                         | CONCACAF           | 1   | 0   | 0    | 1    | 01:15         |
| Gesamt                           | Gesamt             | 3   | 0   | 0    | 3    | 03:28         |

### Kontinentalverbände
| Kontinentalverband                 | Sp. | Sg. | Uts. | Ndl. | Torverhältnis |
| ---------------------------------- | --- | --- | ---- | ---- | ------------- |
| AFC (Asien)                        | 0   | 0   | 0    | 0    | 0:0           |
| CAF (Afrika)                       | 0   | 0   | 0    | 0    | 0:0           |
| CONCACAF (Nord- und Mittelamerika) | 3   | 0   | 0    | 3    | 03:28         |
| CONMEBOL (Südamerika)              | 0   | 0   | 0    | 0    | 0:0           |
| OFC (Ozeanien)                     | 0   | 0   | 0    | 0    | 0:0           |
| UEFA (Europa)                      | 0   | 0   | 0    | 0    | 0:0           |
| Gesamt                             | 3   | 0   | 0    | 3    | 03:28         |

### Anlässe
| Anlass                                      | Sp. | Sg. | Uts. | Ndl. | Torverhältnis |
| ------------------------------------------- | --- | --- | ---- | ---- | ------------- |
| CONCACAF-Meisterschaft-Qualifikationsspiele | 3   | 0   | 0    | 3    | 03:28         |
| Freundschaftsspiele                         | 0   | 0   | 0    | 0    | 0:0           |
| Gesamt                                      | 3   | 0   | 0    | 3    | 03:28         |

### Spielarten
| Spielart                       | Sp. | Sg. | Uts. | Ndl. | Torverhältnis |
| ------------------------------ | --- | --- | ---- | ---- | ------------- |
| Heimspiele (H)                 | 0   | 0   | 0    | 0    | 0:0           |
| Spiele auf neutralem Platz (*) | 3   | 0   | 0    | 3    | 03:28         |
| Auswärtsspiele (A)             | 0   | 0   | 0    | 0    | 0:0           |
| Gesamt                         | 3   | 0   | 0    | 3    | 03:28         |

### Austragungsorte
| Austragungsort  | Land                | Sp. | Sg. | Uts. | Ndl. | Torverhältnis |
| --------------- | ------------------- | --- | --- | ---- | ---- | ------------- |
| Saint Augustine | Trinidad und Tobago | 3   | 0   | 0    | 3    | 03:28         |
| Gesamt          | Gesamt              | 3   | 0   | 0    | 3    | 03:28         |

### Spielergebnisse
|      | Gegentore | Gegentore | Gegentore | Gegentore | Gegentore | Gegentore | Gegentore | Gegentore | Gegentore | Gegentore | Gegentore | Gegentore | Gegentore | Gegentore | Gegentore | Gegentore |
| Tore | 0         | 1         | 2         | 3         | 4         | 5         | 6         | 7         | 8         | 9         | 10        | 11        | 12        | 13        | 14        | 15        |
| ---- | --------- | --------- | --------- | --------- | --------- | --------- | --------- | --------- | --------- | --------- | --------- | --------- | --------- | --------- | --------- | --------- |
| 0    | -         | -         | 1         | -         | -         | -         | -         | -         | -         | -         | -         | -         | -         | -         | -         | -         |
| 1    | -         | -         | -         | -         | -         | -         | -         | -         | -         | -         | -         | -         | -         | -         | -         | 1         |
| 2    | -         | -         | -         | -         | -         | -         | -         | -         | -         | -         | -         | 1         | -         | -         | -         | -         |